# تطهير (أثناء احتلال اليابان)
كان التطهير في اليابان يشير إلى منع الأشخاص الذين يتم تحديد أنهم يابانيون من الانخراط في الخدمة العامة، من خلال أمر صادر عن القيادة العامة لقوات الحلفاء (القيادة العامة لقوات الحلفاء (GHQ)) بعد هزيمة اليابان في الحرب العالمية الثانية. وقد انتهى هذا التطهير بعد استقلال اليابان في عام 1952.

## التوصيفات العامة
تم إصدار المرسوم رقم 109 باسم الإمبراطور الياباني يحظر على أسرى الحرب (POW) المتعاونين أثناء الحرب العالمية الثانية، أولئك الذين ينتمون إلى جمعية الفضيلة للدفاع عن النفس في اليابان الكبرى وجمعية مساعدة الحكم الإمبراطوري وجوكوكودوشيكاي (Gokokudoshikai)، الانخراط في الخدمة العامة في عام 1946. وفي عام 1947، تم توسيع نطاق المناصب المحظورة، لكي تشتمل على الشركات الخاصة. وقد تم تطهير أكثر من مائتي ألف شخص. وقد تم وضع لجنة التأهيل للتطهير للتعامل مع الاعتراضات بين مارس 1947 ومارس 1948، ثم عملت مرة أخرى في فبراير عام 1949. وقد تم إلغاء هذا القانون بموجب القانون رقم 94 الصادر في عام 1952 بعد الاستقلال. وفي عام 1948، تم رفض طلب 148 شخصًا، بينهم السياسي واتارو ناراهاشي وشيجيرو هوري، للنظر في شأن تطهيرهم، في حين تمت الموافقة على إخراج أربعة أشخاص، بينهم تاكيرو إنيوكاي، من نطاق دائرة التطهير.

## تأثيرات التطهير
اختفت الرموز السياسية الرائدة في العالم، وحاز الجيل التالي على السلطة. وفيما يتعلق خصوصًا بمجالي التعليم والإعلام، حاز المتعاطفون مع اليساريين والشيوعيين على القوة، وهو ما كان على عكس رغبات سلطات الاحتلال. وبغض النظر عن ذلك، كان تطهير المسئولين الحكوميين، بما في ذلك القضاة وأولئك الذين كانوا ينتمون إلى الشرطة العليا الخاصة (Tokubetsu Kōtō Keisatsu)، أقل صرامة، حيث تم نقل من يتبع الأخيرة إلى مناصب أخرى. وقد تم تطهير ثمانين في المائة من أعضاء مجلس النواب، إلا أن أسرهم سارعت إلى المشاركة في الانتخاب، مما ساعد على الاحتفاظ بمقاعدهم. وقد تغيرت سياسات سلطات الاحتلال بحلول الإضراب العام المستهدف في الأول من فبراير، والذي لم يحدث بأوامر القيادة العامة لقوات الحلفاء والحرب الكورية في عام 1950، وتحول أولئك الذين تعرضوا للتطهير إلى يساريين تحت اسم التطهير الأحمر أو الخوف الأحمر.

## نهاية التطهير
في عام 1950، بدأ إخراج الأفراد من دائرة التطهير، بما في ذلك بعض رجال الجيش والبحرية. وفي مايو عام 1951، قال الجنرال ماثيو ريدجواي إن التطهير يمكن أن يلين بصفة عامة، ويمكن أن يتم نقل السلطة إلى الحكومة اليابانية. وفي عام 1951، تم إطلاق سراح أكثر من 250000 شخص. وفي النهاية، بقي نوبوسوكي كيشي و5500 شخص آخرين في التطهير.

## السياسيون الذين تعرضوا للتطهير
- ساتوشي أكاو كان سياسيًا يابانيًا ينتمي إلى اليمين المتطرف. وكان يعرف كذلك باسم أكاو بن.
- شيجياكي إكيدا المعروف كذلك باسم سيهين إكيدا، كان سياسيًا ورجل أعمال يابانيًا. وقد عمل مديرًا لبنك ميتسوي في الفترة من 1909 وحتى 1933، وتم اختياره محافظًا لبنك اليابان في عام 1937، وعمل وزيرًا للمالية مع رئيس الوزراء فوميمارو كونوي في الفترة من 1937 وحتى 1939.
- تانزان إيشيباشي كان صحفيًا وسياسيًا يابانيًا.
- كانجي إيشيوارا كان جنرالاً في الجيش الياباني الإمبراطوري في الحرب العالمية الثانية.
- فيوزاي إيشيكاوا كانت يابانية تبحث عن حقوق المرأة وسياسية ورائدة تدعو إلى حق المرأة في الاقتراع.
- تاكيتورا أوجاتا كان صحفيًا يابانيًا ونائبًا لرئيس صحيفة أساهمي شيمبون (Asahi Shimbun) ثم أصبح سياسيًا بعد ذلك.
- ماساتسوني أوجوارا كان سياسيًا ورجل أعمال يابانيًا.
- كيزو شيبوساوا كان رجل أعمال يابانيًا وعمل في البنك المركزي كما كان محبًا للخير. وقد كان المحافظ السادس عشر لبنك اليابان.
- إيشيرو هاتوياما كان سياسيًا يابانيًا، وقد كان رئيس الوزراء الثاني والخمسين والثالث والخمسين والرابع والخمسين لليابان.
- الأمير ناروهيكو هيجاشيكوني كان رئيس الوزراء الثالث والأربعين لليابان في الفترة من السابع عشر من أغسطس 1945 وحتى التاسع من أكتوبر 1945.
- جيشيرو ماتسوموتو كان سياسيًا ورجل أعمال يابانيًا. وقد كان رائدًا لحركة تحرير بوراكومين منذ بداياتها، وأطلق عليه اسم «والد تحرير بوراكو» في عصبة تحرير بوراكو.

## رجال الأعمال الذين تعرضوا للتطهير
- ناميهاي أودايرا كان مقاولاً يابانيًا ومحبًا للخير، قام بتأسيس شركة هيتاتشي (Hitachi) المحدودة.
- إيشيزو كوباياشي، يشار إليه أحيانًا بالاسم المستعار إيتسو، وكان رجل صناعة يابانيًا. وهو يشتهر بأنه مؤسس سكك حديد هانكيو وتاكارازوكا ريفو.
- كيتا جوتو (رجل صناعة) كان رجل أعمال يابانيًا قام ببناء مجموعة طوكيو (Tokyu Group) لتكون واحدة من مجموعات الشركات الرائدة في اليابان.
- ياسوجيرو تسوتسومي كان رجل أعمال وسياسيًا وزعيمًا تجاريًا يابانيًا، قام بتأسيس أسرة كانت الأغنى والأكثر تأثيرًا في القرن العشرين في اليابان.
- كونوسوكي ماتسوشيتا كان رجل صناعة يابانيًا، وهو مؤسس شركة باناسونيك.

## آخرون
- شيجيوشي ماتسوماي كان مهندس كهرباء يابانيًا، وهو مخترع نظام نقل الكابلات بدون تحميل، كما ترأس وزارة الاتصالات (تيشين إن، في الفترة بين الثلاثين من أغسطس عام 1945 والثامن من أبريل عام 1946)، كما كان سياسيًا وأسس جامعة توكاي. وقد شارك ماتسوماي في وزارة تايساي يوكوسانكاي، وكان وزيرًا للاتصالات. وكان آخر أيام تلك الوزارة هو تاريخ التوقيع على الاستسلام.[1]
- كان كيكوتشي، والمعروف كذلك باسم هيرشوي كيكوتشي، كان مؤلفًا يابانيًا قام بتأسيس شركة النشر بونجي شونجو (Bungeishunju)، كما أصدر مجلة شهرية تحمل نفس الاسم واتحاد الكتاب الياباني وإصدار جائزتي أكوتاجاوا وناوكي للأدب الشعبي. كما كان كذلك مديرًا لشركة داياي موشن بيكتشر (Daiei Motion Picture) (والتي أصبحت حاليًا كادوكاوا بيكتشرز (Kadokawa Pictures)).
- ماتسوتارو شوريكي اُعتبر مجرم حرب من «الفئة أ» بعد الحرب العالمية الثانية. كما أنه معروف كذلك باسم والد البيسبول الاحترافي الياباني. وقد كان قطبًا من أقطاب الإعلام، حيث امتلك صحيفة يوميوري شيمبون (Yomiuri Shimbun)، وهي واحدة من أكبر الصحف اليومية اليابانية، وقام بتأسيس محطة التلفزيون التجارية الأولى في اليابان، وهي شركة شبكة تلفزيون نيبون (Nippon Television Network). وقد تم اختياره كذلك في مجلس النواب، وقد تم تعيينه في مجلس النظراء، وكان واحدًا من أكثر خبراء الجودو نجاحًا.
- توكوتومي سوهو كان الاسم المستخدم في الكتابة لصحفي ومؤرخ نشط من أواخر فترة ميجي وعاش حتى منتصف فترة شوا في اليابان. وقد كان اسمه الحقيقي توكوتومي إيشيرو.
- تيتسوزو إيواموتو كان واحدًا من أفضل المقاتلين تحقيقًا للنتائج في إمبراطورية اليابان أثناء الحرب العالمية الثانية.
- إيجي تسوبورايا كان مخرج التأثيرات الخاصة الياباني المسئول عن إخراج العديد من أفلام الخيال العلمي اليابانية، بما في ذلك سلسلة أفلام جودزيلا (Godzilla). وفي الولايات المتحدة، فإنه مشهور كذلك بإخراج ألترامان (Ultraman).
- ماساهيرو ياسووكا كان عالمًا يابانيًا في مدرسة يانجمينجيزم (yangmingism)، وقد أثر، كما قيل، من خلال فلسفته، على العديد من السياسيين اليابانيين، بما في ذلك رؤساء الوزارة اليابانيون في فترة ما بعد الحرب. وينظر إليه على أنه وسيط السلطة من خلف الكواليس أو صانع قرار سياسي من خلف الكواليس.
- دايروكو هارادا كان عالم آثار يابانيًا وقد درس في منطقة فوكوكا. وقد تم تجنيده في الجيش وتم إرساله إلى الصين.

## الحواشي
1. ↑  Sakamoto [1983:181-182]